# Viaduto Caramuru
O viaduto Caramuru é um viaduto localizado no bairro Cidade Alta (Zona Central), em Vitória, Espírito Santo.

## História
Construído em 1925, durante o governo de Florentino Avidos, acima da rua Caramuru, ligando as ruas Dom Fernando e Francisco Araújo. Sua construção tinha o objetivo de permitir a passagem dos bondes que circulavam no bairro, ideia descartada já que havia a desconfiança dele não aguentar o peso do bonde ou de que as curvas de acesso não permitiriam a chegada do bonde. Assim, os bondes nunca circularam sobre ele.
Assim como a rua abaixo, o nome foi uma homenagem aos "Caramurus", membros da Irmandade de São Benedito do Convento São Francisco, que foi extinta no início do século XX. O nome surgiu dos conflitos com os irmãos de outra irmandade do mesmo santo, situada na Igreja do Rosário, que receberam o nome de "Peroás".
A rua Caramuru, abaixo do viaduto, foi o local de uma batalha, em 1640, para debelar a invasão de holandeses à ilha. Ali se encontrava a ladeira que levava ao Cais São Francisco, utilizado pelos freis do Convento São Francisco.
Durante a década de 1930, foram feitas obras de alargamento da rua e do viaduto e algumas das casas que ficavam próximas foram demolidas.